# Vročinski val
Vročinski val je obdobje prekomerno vročega vremena na določenem območju, ki ga lahko spremlja, zlasti v deželah z oceanskim podnebjem, prekomerna vlažnost. Definicije vročinskega vala se razlikujejo, vendar pa se običajno opredeljuje relativno glede običajno vreme in normalne temperature v danem letnem času prizadetega območja. Prebivalci predelov s toplejšim podnebjem lahko visoko temperaturo določenega obdobja občutijo kot normalno, medtem ko bi v območju s hladnejšim podnebjem tako obdobje že oklicali za vročinski val, če bi šlo za dovoljšnjo odstopanje od normalnih podnebnih vzorcev na dotičnem območju. Zaradi podnebnih sprememb postajajo vročinski valovi izrazitejši. 
Gre za ekstremni vremenski pojav, ki lahko ima škodljive vplive na zdravje, ekosisteme in infrastrukturo. Ocena vpliva na gospodarstvo je pogosto zapletena, saj lahko vročinski val povzroči manjšo storilnost delavcev, motnjo kmetijskih in industrijskih procesov, poškodbe infrastrukture, ki ni primerna za visoke temperature itd. Nedavne projekcije napovedujejo, da bodo vročinski valovi sredi 21. stoletja povzročili okoli enoodstotno zmanjšanje BDP-ja.

## Definicija
Enotne uradne definicije vročinskega vala ni. Slovensko meteorološko društvo je sprejelo naslednjo definicijo: vročinski val je obdobje najmanj treh zaporednih dni s povprečno temperaturo nad izbrano mejo, ki je odvisna od podnebnega tipa. Za zmerno podnebje hribovitega sveta znaša meja 22 °C, za celinsko podnebje 24 °C in za omiljeno sredozemsko podnebje 25 °C. Povprečno temperaturo (Tpovp) dobijo po enačbi: T7h + T14h + 2*T21h)/4, kjer so vrednosti v enačbi izmerjene temperature ob 7., 14. in 21. uri po lokalnem času.
| Podnebno območje                  | Predeli Slovenije                                             | Mejna povprečna dnevna temperatura |
| --------------------------------- | ------------------------------------------------------------- | ---------------------------------- |
| Celinsko podnebje                 | osrednja, JV in SV Slovenija                                  | Tpovp ≥ 24 °C                      |
| Zmerno podnebje hribovitega sveta | Gorenjska, Notranjska in dvignjen svet Štajerske in Dolenjske | Tpovp ≥ 22 °C                      |
| Omiljeno sredozemsko podnebje     | Primorska                                                     | Tpovp ≥ 25 °C                      |

## Nastanek
Vročinski val nastane, ko se višje v ozračju (okoli 3.000 do 7.500 metrov) nad določenim predelom ojača in dlje časa (več dni do nekaj tednov) vztraja območje visokega pritiska. Pod območjem visokega pritiska se blizu zemljinega površja ujame toplota. Nastanek vročinskega vala je povezan z dotokom toplega zraka, ki je lahko morsko-tropska zračna masa ali pa celinsko-tropska zračna masa. Morsko-tropska zračna masa vsebuje več vlage in povzroča soparne vročinske valove, ki jih lahko spremljajo nevihte; dnevni temperaturni hod (razlika med dnevno najnižjo in najvišjo temperaturo) pa ni tako izrazit. Celinsko-tropska zračna masa v primerjavi z morsko- tropsko zračno maso vsebuje manj vlage, je bolj stabilna in tudi vroča. Zato je dnevni temperaturni hod izrazitejši, višje so tudi dnevne najvišje temperature.
Vročinski valovi nastajajo zlasti poleti (tako na severni kot južni polobli).